# Rain (Status Quo)
Rain è un brano hard-rock prodotto dalla band inglese Status Quo, pubblicato come singolo nel 1976.

## La canzone
Ritmo serrato, timbro ruvido e potenti riff di chitarra contraddistinguono questo pezzo degli Status Quo, che il chitarrista Rick Parfitt comincia a comporre già nell'anno 1974, nella prospettiva che venga incluso nell'album On the Level del 1975.
Noto per il perfezionismo con cui cura le sue composizioni, Rick non riesce però a terminare in tempo la canzone, che pertanto viene pubblicata ancora un anno più tardi ed inclusa nel successivo LP Blue for You del 1976.
Sebbene il brano venga accreditato esclusivamente a Rick Parfitt, alla stesura delle liriche contribuisce anche il bassista Alan Lancaster.
Appartenente al repertorio del momento dorato degli Status Quo, il singolo va al numero 7 UK  e diviene l'ennesimo successo internazionale della band.

## Tracce
1. Rain - 4:33 - (Parfitt)
2. You Lost the Love - 2:58 - (Rossi/Young)

## Formazione
- Francis Rossi (chitarra solista, voce)
- Rick Parfitt (chitarra ritmica, voce)
- Alan Lancaster (basso, voce)
- John Coghlan (percussioni)

## Altri musicisti
- Andy Bown (tastiere)

## British singles chart
| Posizione | 36 | 17 | 9 | 7 | 8 | 15 | 31 | uscito |